# Hans Baumgartner
Hans Baumgartner, född den 30 maj 1949 i Stühlingen, Tyskland, är en västtysk friidrottare inom längdhopp.
Han tog OS-silver i längdhopp vid friidrottstävlingarna 1972 i München. 